# Andréievka (Volgograd)
|  | Per a altres significats, vegeu «Andréievka». |

Andréievka (en rus: Андреевка) és un poble de l'óblast de Volgograd, a Rússia, segons el cens del 2010 tenia 427 habitants. Pertany al districte de Jírnovsk.